# Quận 3
Quận 3 là một quận nội thành cũ nằm ở khu vực trung tâm Thành phố Hồ Chí Minh, Việt Nam. Quận được thành lập ngày 27 tháng 5 năm 1959, có các địa điểm nổi tiếng như Hồ Con Rùa, Nhà thờ Tân Định, Chợ Bàn Cờ, Bảo tàng Chứng tích chiến tranh, Nhà Thiếu nhi Thành phố Hồ Chí Minh,...
Quận 3 thuộc khu vực Sài Gòn – Bến Nghé trước đây, được Pháp thành lập từ năm 1920 và đến năm 1956 thì trở thành một phần Đô thành Sài Gòn của Việt Nam Cộng hòa.

## Địa lý

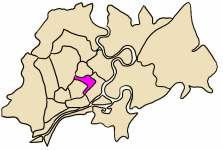
Vị trí Quận 3 trong nội thành
TP. Hồ Chí Minh

Quận 3 nằm ở trung tâm Thành phố Hồ Chí Minh, có vị trí địa lý:
- Phía đông giáp Quận 1
- Phía tây giáp Quận 10 và quận Tân Bình
- Phía nam giáp Quận 1 và Quận 10
- Phía bắc giáp quận Phú Nhuận và Quận 1.

Quận có diện tích 4,92 km², dân số năm 2019 là 190.375 người, mật độ dân số đạt 38.694 người/km².

## Hành chính
Quận 3 có 10 phường trực thuộc, bao gồm: 1, 2, 3, 4, 5, 9, 11, 12, 14 và Võ Thị Sáu.
| Tên         | Diện tích (km²) | Dân số (người) | Mật độ dân số |
| ----------- | --------------- | -------------- | ------------- |
| Phường (10) |                 |                |               |
| Phường 1    | 0,15            | 13.701         | 91.340        |
| Phường 2    | 0,15            | 11.295         | 75.300        |
| Phường 3    | 0,16            | 10.412         | 65.075        |
| Phường 4    | 0,31            | 18.355         | 59.210        |
| Phường 5    | 0,25            | 14.214         | 56.856        |

| Tên        | Diện tích (km²) | Dân số (người) | Mật độ dân số |
| ---------- | --------------- | -------------- | ------------- |
| Phường 9   | 0,76            | 36.032         | 101.908       |
| Phường 11  | 0,47            | 22.641         | 48.172        |
| Phường 12  | 0,32            | 19.065         | 119.157       |
| Phường 14  | 0,31            | 16.301         | 59.884        |
| Võ Thị Sáu | 2,2             | 35.912         | 16.319        |

## Lịch sử

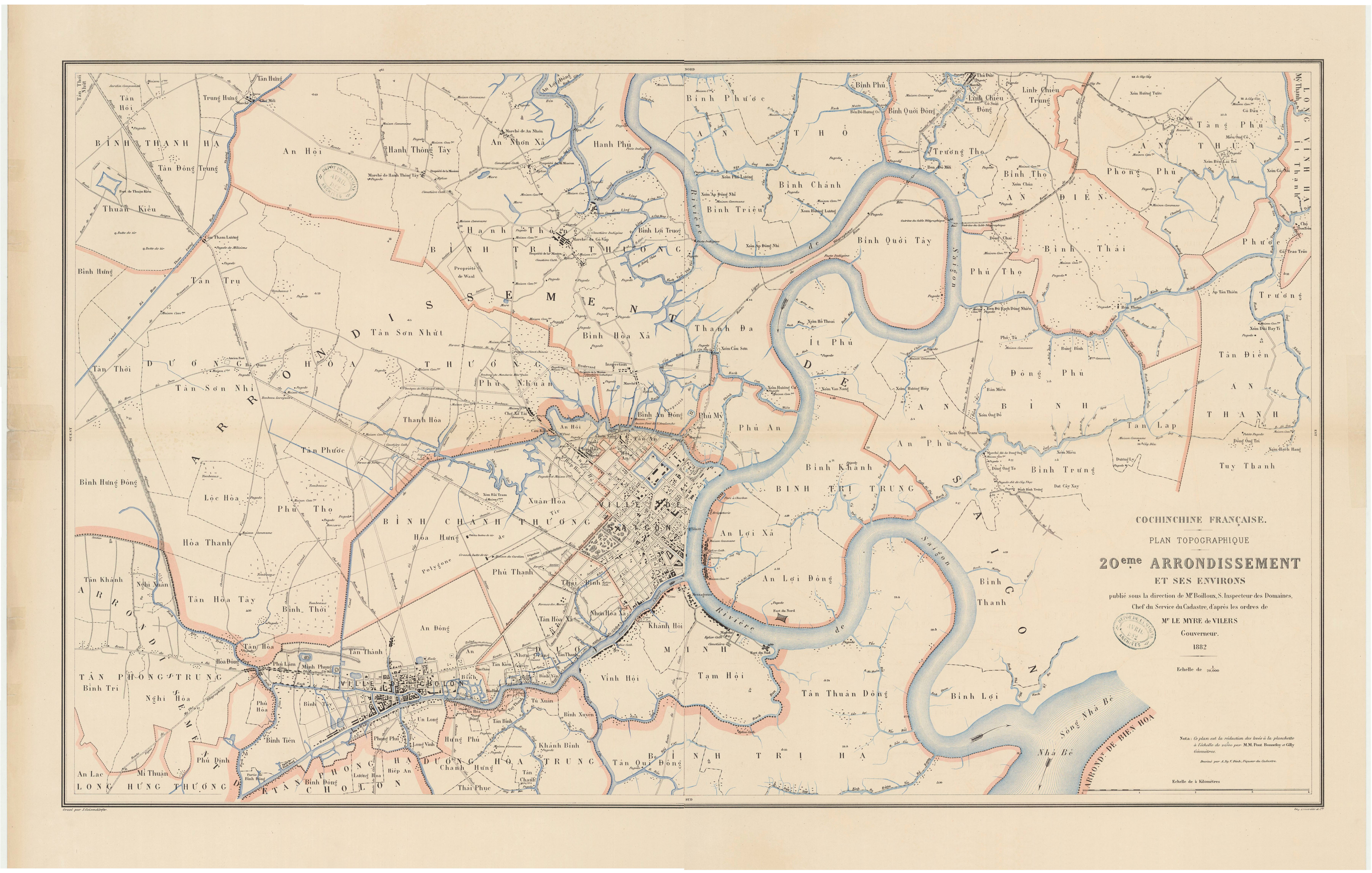
Bản đồ Hạt 20, một đơn vị hành chính do Thống đốc Nam Kỳ quyết định thành lập vào năm 1880. Khu vực Quận 3 tương ứng với một phần nhỏ địa giới thành phố Sài Gòn (khu vực Hồ Con Rùa hiện nay), và các làng xã khi đó còn thuộc khu vực ngoại vi thành phố như An Hòa, Hiệp Hòa, Hòa Hưng, Phú Thạnh, Xuân Hòa.

### Thời Pháp thuộc
Sau khi chiếm ba tỉnh miền Đông Nam Kỳ, theo nghị định của Thống đốc Nam Kỳ, ngày 12 tháng 4 năm 1861, chính quyền Pháp thành lập thành phố Sài Gòn, trên địa bàn một số thôn của hai tổng: Bình Trị Thượng và Bình Trị Trung thuộc huyện Bình Dương, phủ Tân Bình, tỉnh Gia Định. Địa giới hành chính lúc đầu của thành phố Sài Gòn chỉ gồm một phần của hai quận: Quận 1 và Quận 3 hiện nay. Tháng 1 năm 1877, Tổng thống Pháp công nhận thành phố Sài Gòn là thành phố loại I, đứng đầu là viên Đốc lý do Toàn quyền Đông Dương bổ nhiệm.
Đến tháng 9 năm 1889, thành phố Sài Gòn được chia thành hai quận cảnh sát (arrondissement policier): Quận 1 và Quận 2, đứng đầu mỗi quận cảnh sát là vị Quận trưởng cảnh sát (Commissaire). Tháng 12 năm 1920, lập thêm Quận 3.
Ngày 27 tháng 4 năm 1931, Tổng thống Pháp ký sắc lệnh hợp nhất thành phố Sài Gòn và thành phố Chợ Lớn thành một đơn vị hành chính mới gọi là Khu (một số tài liệu gọi là "Địa phương") Sài Gòn - Chợ Lớn (Région Saigon - Cholon ou Région de Saigon - Cholon). Quận 3 thuộc Khu Sài Gòn - Chợ Lớn.
Ngày 30 tháng 6 năm 1951, Thủ tướng chính quyền Quốc gia Việt Nam ký sắc lệnh số 311-cab/SG đổi tên Khu Sài Gòn - Chợ Lớn thành Đô thành Sài Gòn - Chợ Lớn. Lúc này, Quận 3 thuộc Đô thành Sài Gòn - Chợ Lớn.

### ThờiViệt Nam Cộng hòa
Theo sắc lệnh số 143/NV ngày 22 tháng 10 năm 1956 của Tổng thống Việt Nam Cộng hòa Ngô Đình Diệm, Đô thành Sài Gòn - Chợ Lớn đổi tên thành Đô thành Sài Gòn. Khi đó, Quận 3 lại thuộc Đô thành Sài Gòn.
Ngày 27 tháng 3 năm 1959, Tổng thống Việt Nam Cộng hòa ban hành Nghị định số 110-NV về việc phân chia 6 quận đang có thành 8 quận mới: Nhứt, Nhì, 3, Tư, 5, 6, 7 và 8 (trừ 3 quận: Nhứt, Nhì, 3 giữ nguyên, các quận còn lại đều đổi tên và thay đổi địa giới hành chính). Lúc này, Quận 3 trùng với địa giới Quận 3 cũ, có 5 phường: Bàn Cờ, Chí Hòa, Đài Chiến Sĩ, Trương Minh Giảng, Yên Đổ.
Năm 1962, Quận 3 giải thể phường Đài Chiến Sĩ; lập mới 6 phường: Cộng Hòa, Cư xá Đô Thành, Hiền Vương, Lê Văn Duyệt, Phan Đình Phùng và Phan Thanh Giản. Như thế lúc này quận có 10 phường.
Năm 1969, tách 2 phường Chí Hòa và Phan Thanh Giản để lập mới quận 10, như thế Quận 3 còn 8 phường.
Năm 1974, lập thêm phường Trần Quang Diệu tại Quận 3. Cho đến ngày 29 tháng 4 năm 1975, Quận 3 gồm 9 phường: Cộng Hòa, Cư xá Đô Thành, Bàn Cờ, Hiền Vương, Lê Văn Duyệt, Phan Đình Phùng, Trần Quang Diệu, Trương Minh Giảng, Yên Đổ.

### Từ năm 1975 đến nay
Sau khi Chính phủ Cách mạng lâm thời Cộng hòa Miền Nam Việt Nam tiếp quản Đô thành Sài Gòn và các vùng lân cận vào ngày 30 tháng 4 năm 1975, ngày 3 tháng 5 năm 1975, thành phố Sài Gòn - Gia Định được thành lập. Lúc này, Quận 3 thuộc Thành phố Sài Gòn-Gia Định cho đến tháng 7 năm 1976.
Ngày 20 tháng 5 năm 1976, tổ chức hành chính thành phố Sài Gòn-Gia Định được sắp xếp lần 2 (theo quyết định số 301/UB ngày 20 tháng 5 năm 1976 của Ủy ban nhân dân Cách mạng thành phố Sài Gòn - Gia Định). Theo đó, vẫn giữ nguyên Quận 3 cũ có từ trước đó. Lúc này, các phường cũ đều giải thể, lập các phường mới có diện tích, dân số nhỏ hơn và mang tên số. Quận 3 có 25 phường và được đánh số từ 1 đến 25.
Ngày 2 tháng 7 năm 1976, Quốc hội nước Cộng hòa Xã hội chủ nghĩa Việt Nam khoá VI, kỳ họp thứ 1 chính thức đổi tên thành phố Sài Gòn - Gia Định thành Thành phố Hồ Chí Minh. Quận 3 trở thành quận trực thuộc thành phố Hồ Chí Minh.
Ngày 12 tháng 9 năm 1981, giải thể 3 phường: 2, 4 và 6, địa bàn 3 phường giải thể nhập vào các phường kế cận với số lượng phường trực thuộc còn 22.
Ngày 26 tháng 8 năm 1982, theo Quyết định số 147-HĐBT của Hội đồng Bộ trưởng về việc giải thể 2 phường: 16 và 18, địa bàn 2 phường giải thể để sáp nhập vào các phường kế cận với số phường trực thuộc còn 20:
- Giải thể Phường 16 để sáp nhập vào Phường 15 và Phường 17.
- Giải thể Phường 18 để sáp nhập vào Phường 21.

Ngày 17 tháng 9 năm 1988, ngoài Phường 1 và Phường 3 không thay đổi, giải thể 18 phường còn lại và thay thế bằng 12 phường mang tên số mới: 2, 4, 5, 6, 7, 8, 9, 10, 11, 12, 13 và 14:
- Đổi tên phường 8 thành phường 2.
- Hợp nhất phường 5 và phường 7 thành một đơn vị hành chính lấy tên là phường 4.
- Hợp nhất phường 9 và phường 10 thành một đơn vị hành chính lấy tên là phường 5.
- Đổi tên phường 11 thành phường 6.
- Hợp nhất phường 12 và phường 15 thành một đơn vị hành chính lấy tên là phường 7.
- Hợp nhất phường 13 và phường 14 thành một đơn vị hành chính lấy tên là phường 8.
- Hợp nhất phường 17 và một phần phường 21 thành một đơn vị hành chính lấy tên là phường 9.
- Đổi tên phường 19 thành phường 10.
- Hợp nhất phường 20 và phần còn lại của phường 21 thành một đơn vị hành chính lấy tên là phường 11.
- Đổi tên phường 22 thành phường 12.
- Đổi tên phường 23 thành phường 13.
- Hợp nhất phường 24 và phường 25 thành một đơn vị hành chính lấy tên là phường 14.

Ngày 9 tháng 12 năm 2020, Ủy ban Thường vụ Quốc hội ban hành Nghị quyết 1111/NQ-UBTVQH14 (nghị quyết có hiệu lực từ ngày 1 tháng 1 năm 2021). Theo đó, sáp nhập Phường 6, Phường 7 và Phường 8 thành Phường Võ Thị Sáu.
Ngày 14 tháng 11 năm 2024, Ủy ban Thường vụ Quốc hội ban hành Nghị quyết 1278/NQ-UBTVQH14 Lưu trữ ngày 21 tháng 11 năm 2024 tại Wayback Machine (nghị quyết có hiệu lực từ ngày 1 tháng 1 năm 2025):
- Sáp nhập Phường 10 vào Phường 9
- Sáp nhập Phường 13 vào Phường 12.

Ngày 16 tháng 6 năm 2025, Ủy ban Thường vụ Quốc hội ban hành Nghị quyết số 1685/NQ-UBTVQH15 (áp dụng từ ngày 30 tháng 6 năm 2025). Theo đó, giải thể quận 3 và sắp xếp lại các phường mới thuộc quận 3 cũ:
- Sáp nhập phường 1, 2, 3, 5 và một phần phường 4 thành phường Bàn Cờ.
- Sáp nhập phường 9, 11, 12 và 14 thành phường Nhiêu Lộc.
- Sáp nhập phường Võ Thị Sáu và phần còn lại của phường 4 thành phường Xuân Hòa.

### Thông tin thêm về các phường

Ngã sáu Cộng Hòa

- Phường Cộng Hòa cũ: một phần phường Bàn Cờ hiện nay
- Phường Phan Đình Phùng cũ: một phần phường Bàn Cờ hiện nay
- Phường Bàn Cờ cũ: một phần phường Bàn Cờ hiện nay
- Phường Cư Xá Đô Thành cũ: một phần phường Bàn Cờ và một phần phường Xuân Hòa hiện nay
- Phường Hiền Vương (Đài Chiến Sĩ) cũ: một phần phường Xuân Hòa hiện nay
- Phường Yên Đổ cũ: một phần phường Nhiêu Lộc và một phần phường Xuân Hòa hiện nay
- Phường Lê Văn Duyệt cũ: một phần phường Nhiêu Lộc hiện nay
- Phường Trương Minh Giảng cũ: một phần phường Nhiêu Lộc hiện nay
- Phường Trần Quang Diệu cũ: một phần phường Nhiêu Lộc hiện nay.

## Giáo dục

### Cơ sở giáo dục đại học
Quận 3 cũng là nơi có cơ sở của một số đại học, trường đại học và học viện: 
| Tên trường                                     | Địa chỉ                                | Website                                              | Ghi chú                                                  |
| ---------------------------------------------- | -------------------------------------- | ---------------------------------------------------- | -------------------------------------------------------- |
| Đại học Kinh tế Thành phố Hồ Chí Minh          | 59C Nguyễn Đình Chiểu, P. Võ Thị Sáu   |                                                      | Trụ sở chính (cơ sở A)                                   |
| Đại học Kinh tế Thành phố Hồ Chí Minh          | 17 Phạm Ngọc Thạch, P. Võ Thị Sáu      | Cơ sở I                                              |                                                          |
| Đại học Kinh tế Thành phố Hồ Chí Minh          | 232/6 Võ Thị Sáu, P. Võ Thị Sáu        | Cơ sở V                                              |                                                          |
| Đại Học Hoa Sen                                | 93 Cao Thắng, P.3                      | https://www.hoasen.edu.vn/ve-hsu/co-so-hoc-tap/      | Khoa Thiết Kế - Nghệ Thuật Khoa Marketing – Truyền Thông |
| Học viện Cán bộ Thành phố Hồ Chí Minh          | 146 Võ Thị Sáu, P. Võ Thị Sáu          |                                                      | Cơ sở 2                                                  |
| Trường Đại học Kiến trúc Thành phố Hồ Chí Minh | 196 Pasteur, P. Võ Thị Sáu             |                                                      | Trụ sở chính                                             |
| Trường Đại học Kiến trúc Thành phố Hồ Chí Minh | 134 Nguyễn Đình Chiểu, P. Võ Thị Sáu   |                                                      |                                                          |
| Trường Đại học Mở Thành phố Hồ Chí Minh        | 97 Võ Văn Tần, P. Võ Thị Sáu           |                                                      | Cơ sở 1                                                  |
| Trường Đại học Sài Gòn                         | 105 Bà Huyện Thanh Quan, P. Võ Thị Sáu |                                                      | Cơ sở 1                                                  |
| Trường Đại học Sài Gòn                         | 20 Ngô Thời Nhiệm, P. Võ Thị Sáu       | Cơ sở 3                                              |                                                          |
| Trường Đại học Sư phạm Thành phố Hồ Chí Minh   | 222 Lê Văn Sỹ, Phường 14               |                                                      |                                                          |
| Trường Đại học Văn Hiến                        | 665–667–669 Điện Biên Phủ, Phường 1    | Lưu trữ ngày 10 tháng 9 năm 2024 tại Wayback Machine | Cơ sở myU                                                |

### Trường cao đẳng, trường trung cấp, trung tâm GDTX
| Tên                                                           | Địa chỉ                               | Website | Ghi chú      |
| ------------------------------------------------------------- | ------------------------------------- | ------- | ------------ |
| Trung tâm Giáo dục nghề nghiệp - Giáo dục thường xuyên Quận 3 | 204 Lý Chính Thắng, Phường 9          |         |              |
| Trường Cao đẳng Giao thông vận tải Thành phố Hồ Chí Minh      | 252 Lý Chính Thắng, Phường 9          |         | Trụ sở chính |
| Trường Trung cấp nghề Nhân Đạo                                | 648/28 Cách Mạng Tháng Tám, Phường 11 |         |              |

### Các trường THPT, trường liên cấp có bậc THPT
| Tên trường                       | Địa chỉ                                 | Website                                               | Ghi chú        |
| -------------------------------- | --------------------------------------- | ----------------------------------------------------- | -------------- |
| Hệ thống Trường Tây Úc           | 43 Nguyễn Thông, P. Võ Thị Sáu          |                                                       | Cơ sở tiểu học |
| Hệ thống Trường Tây Úc           | 84 Bà Huyện Thanh Quan, Phường 9        | Cơ sở THCS và THPT                                    |                |
| Hệ thống Trường Tây Úc           | 157 Lý Chính Thắng, P. Võ Thị Sáu       | Cơ sở Quốc tế                                         |                |
| Phân hiệu THPT Lê Thị Hồng Gấm   | 147 Pasteur, P. Võ Thị Sáu              |                                                       |                |
| Trường THPT Lê Quý Đôn           | 110 Nguyễn Thị Minh Khai, P. Võ Thị Sáu |                                                       |                |
| Trường THPT Marie Curie          | 159 Nam Kỳ Khởi Nghĩa, P. Võ Thị Sáu    |                                                       |                |
| Trường THPT Nguyễn Thị Diệu      | 12 Trần Quốc Toản, P. Võ Thị Sáu        | Lưu trữ ngày 30 tháng 11 năm 2021 tại Wayback Machine |                |
| Trường THPT Nguyễn Thị Minh Khai | 275 Điện Biên Phủ, P. Võ Thị Sáu        |                                                       |                |

### Các trường THCS
| STT | Tên trường                 | Thành lập | Địa chỉ | Hiệu trưởng | Ghi chú và Website                     |
| --- | -------------------------- | --------- | ------- | ----------- | -------------------------------------- |
| 1   | Trường THCS Phan Sào Nam   |           |         |             | https://thcsphansaonam.hcm.edu.vn/     |
| 2   | Trường THCS Bàn Cờ         |           |         |             | https://thcsbanco.hcm.edu.vn/          |
| 3   | Trường THCS Lê Lợi         |           |         |             | https://thcsleloiq3.hcm.edu.vn/        |
| 4   | Trường THCS Hai Bà Trưng   |           |         |             | https://thcshaibatrungq3.hcm.edu.vn/   |
| 5   | Trường THCS Thăng Long     |           |         |             | https://thcsthanglong.hcm.edu.vn/      |
| 6   | Trường THCS Colette        |           |         |             | https://thcscolette.hcm.edu.vn/        |
| 7   | Trường THCS Bạch Đằng      |           |         |             | https://thcsbachdangq3.hcm.edu.vn/     |
| 8   | Trường THCS Đoàn Thị Điểm  |           |         |             | https://thcsdoanthidiem.hcm.edu.vn/    |
| 9   | Trường THCS Lê Quý Đôn     |           |         |             | https://thcslequydonq3.hcm.edu.vn/     |
| 10  | Trường THCS Lương Thế Vinh |           |         |             | https://thcsluongthevinhq3.hcm.edu.vn/ |
| 11  | Trường THCS Kiến Thiết     |           |         |             | https://thcskienthiet.hcm.edu.vn/      |

## Y tế

Một số cơ sở y tế tiêu biểu tại Quận 3
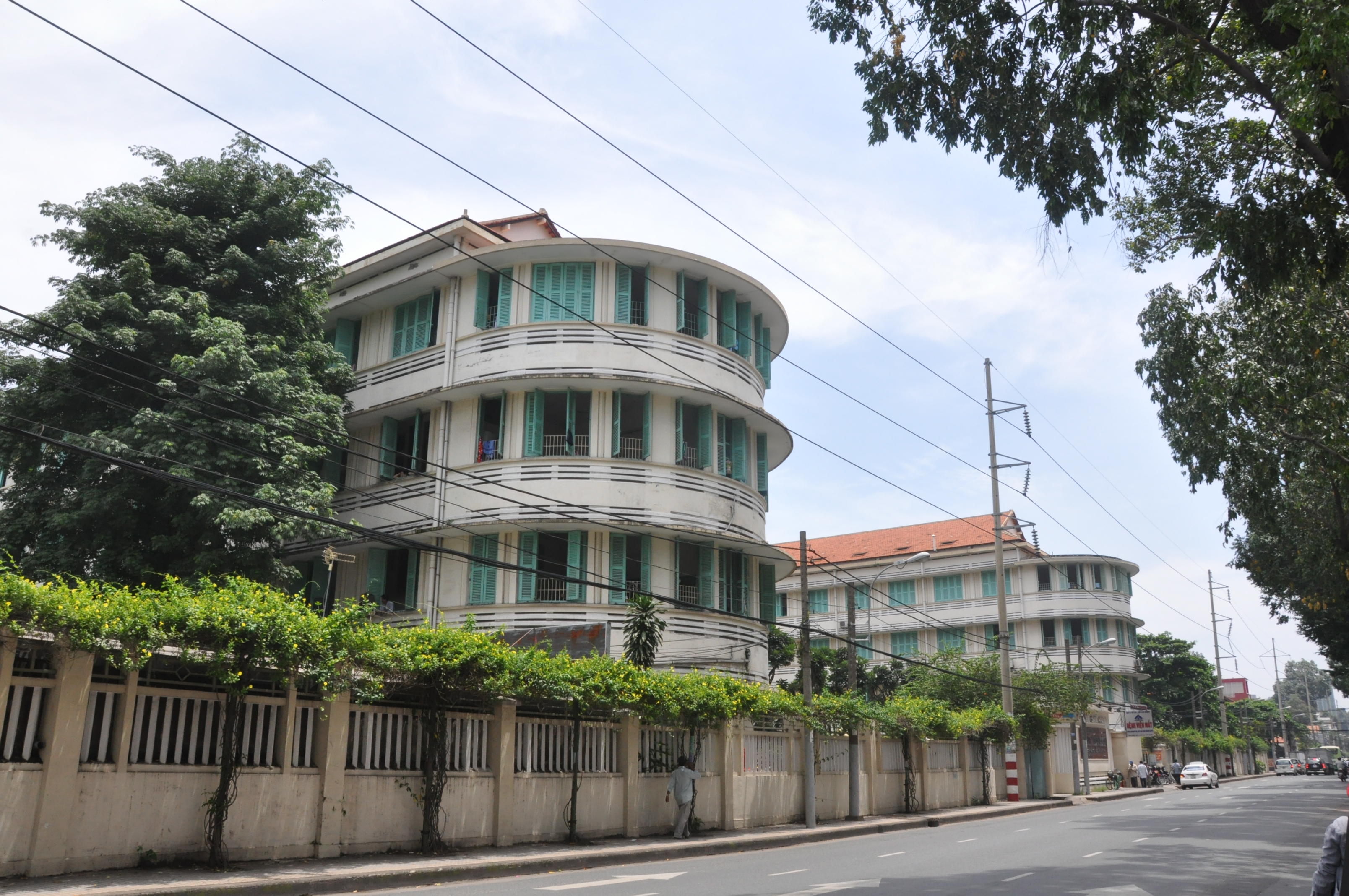
Bệnh viện Mắt Thành Phố Hồ Chí Minh, cơ sở tuyến cuối về mắt tại khu vực phía Nam.
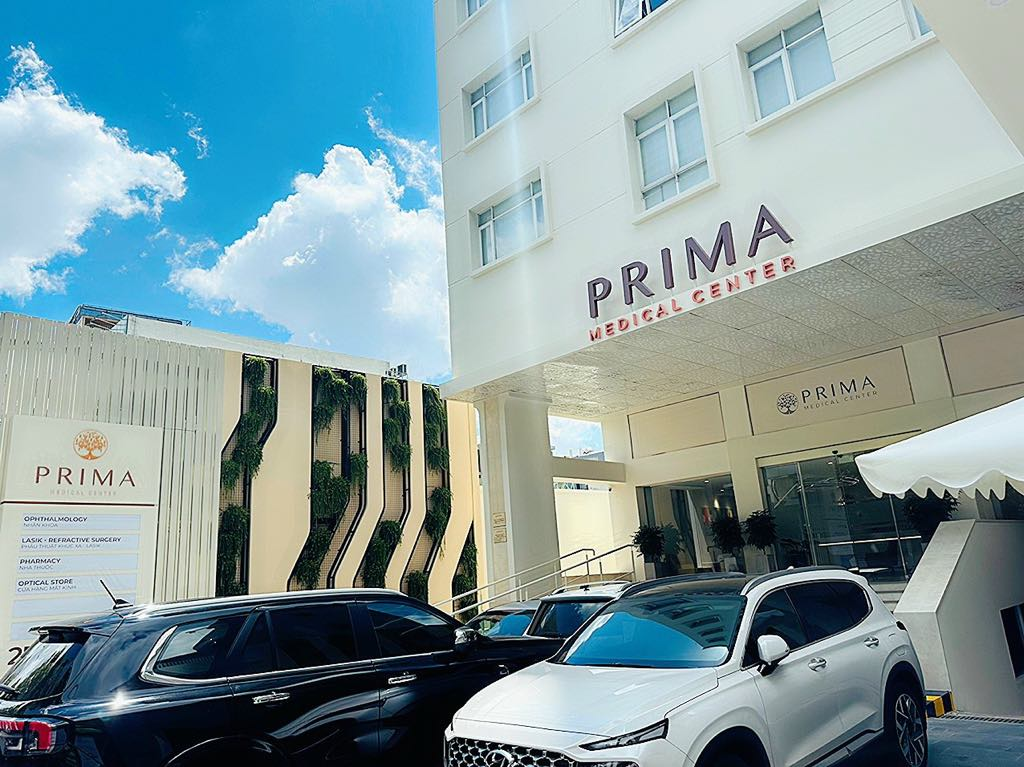
Trung Tâm Y Khoa Prima Saigon, thành viên Việt Nam đầu tiên của  Hiệp hội bệnh viện Mắt Thế Giới

Quận 3 là nơi có cơ sở của một số bệnh viện lớn:
| Tên bệnh viện | Địa chỉ                              | Website            | Ghi chú |
| --- | ------------------------------------ | ------------------ | --- |
| Trung tâm Y Khoa Prima Saigon, thành viên Việt Nam đầu tiên của Hiệp hội bệnh viện Mắt Thế Giới, một thành viên của Tập đoàn Y khoa Hoàn Mỹ . | 27 Kỳ Đồng, Phường 9                 |                    | Tổng giám đốc Trần Quốc Bảo . Thành viên Việt Nam đầu tiên của Hiệp hội bệnh viện Mắt Thế Giới - World Association of Eye Hospitals(WAEH) . Được Đại sứ Quán/ Tổng Lãnh sự Quán Mỹ (US Consulate) tại Việt Nam công nhận là một trong những bệnh viện Mắt đáng tin cậy cho công dân Mỹ |
| Bệnh viện Bình Dân | 371 Điện Biên Phủ, Phường 4          |                    | Trụ sở chính |
| Bệnh viện Da Liễu Thành phố Hồ Chí Minh | 2 Nguyễn Thông, P. Võ Thị Sáu        |                    | |
| Bệnh viện Giao thông vận tải Thành phố Hồ Chí Minh                                                                                            | 72/3 Trần Quốc Toản, P. Võ Thị Sáu   |                    | Trụ sở chính |
| Bệnh viện Giao thông vận tải Thành phố Hồ Chí Minh                                                                                            | 136 Cách Mạng Tháng Tám, Phường 9    | Phòng khám đa khoa | |
| Bệnh Viện Mắt Thành phố Hồ Chí Minh | 280 Điện Biên Phủ, P. Võ Thị Sáu     |                    | |
| Bệnh viện Tai Mũi Họng Thành phố Hồ Chí Minh                                                                                                  | 153–155–157 Trần Quốc Thảo, Phường 9 |                    | |
| Bệnh viện Y học cổ truyền Thành phố Hồ Chí Minh                                                                                               | 179 Nam Kỳ Khởi Nghĩa, P. Võ Thị Sáu |                    | Trụ sở chính |

## Văn hóa - du lịch

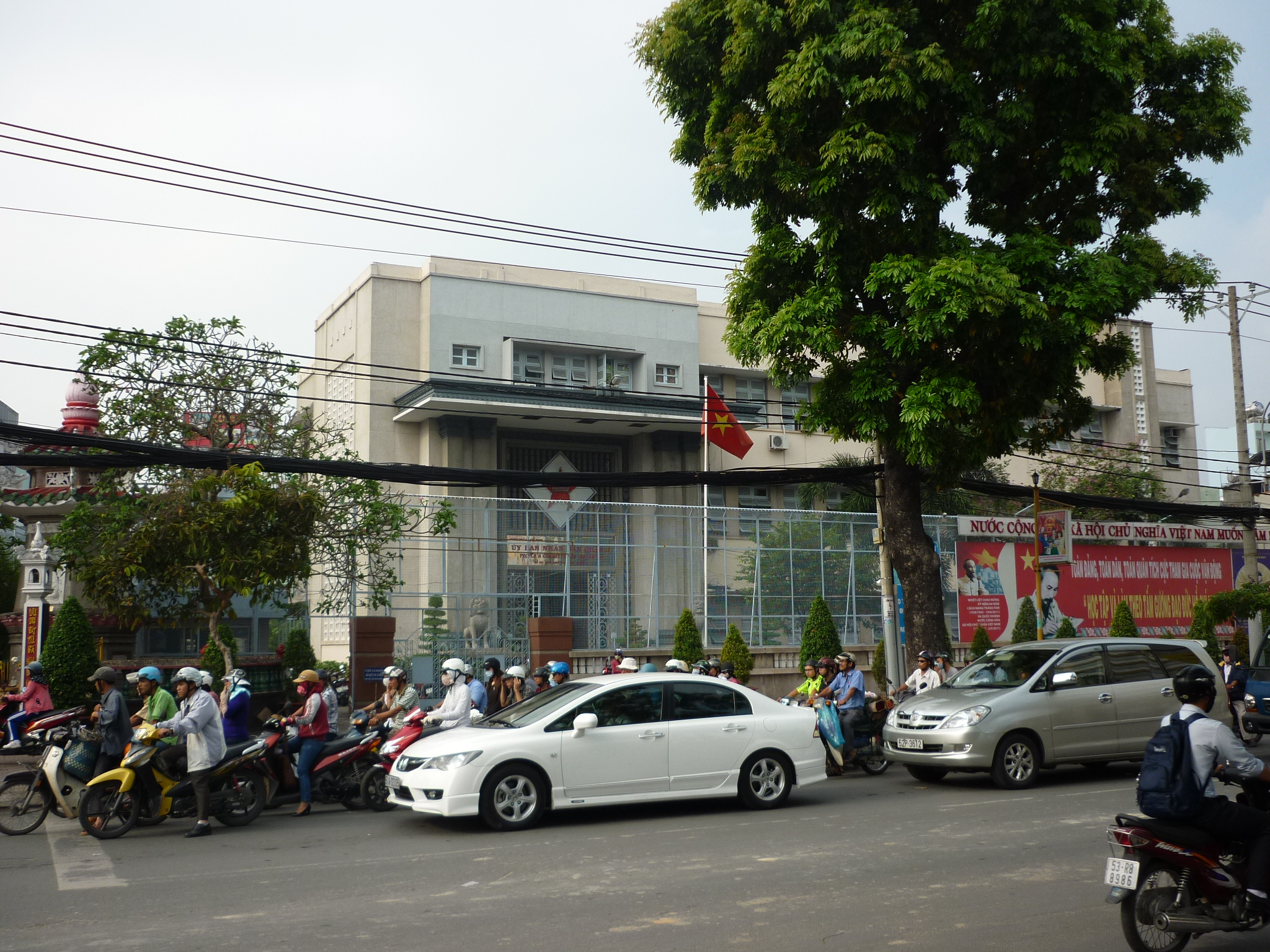
Trụ sở UBND cũ, nay là Nhà Thiếu nhi Quận 3

Quận 3 là nơi tập trung các biệt thự thời Pháp thuộc và là quận có mật độ cây xanh cao. Ga Sài Gòn, chùa Vĩnh Nghiêm, chùa Xá Lợi cũng nằm tại Quận 3.

### Du lịch
Quận 3 là một trong các khu vực trung tâm của Thành phố Hồ Chí Minh, tập trung nhiều địa điểm du lịch và vui chơi nổi tiếng. Với hệ thống đường song song được quy hoạch hợp lý, mặc dù đa số các trục đường chính của Quận 3 là đường một chiều, khách du lịch vẫn có thể dễ dàng khám phá khu vực này khi di chuyển từ các quận lân cận như Quận 1, quận Bình Thạnh, Quận 10, Quận 5.

### Di tích lịch sử
| Tên di tích                       | Địa chỉ                              |
| --------------------------------- | ------------------------------------ |
| Hồ Con Rùa                        | 1 Công trường Quốc Tế, P. Võ Thị Sáu |
| Cơ sở Ban Tuyên huấn Xứ ủy Nam Bộ | 51/40/14 Cao Thắng, Phường 3         |

### Bảo tàng
| Tên bảo tàng                    | Địa chỉ                       |
| ------------------------------- | ----------------------------- |
| Bảo tàng Chứng tích chiến tranh | 28 Võ Văn Tần, P. Võ Thị Sáu  |
| Bảo tàng Phụ nữ Nam Bộ          | 202 Võ Thị Sáu, P. Võ Thị Sáu |

### Nhà thờ
| Tên nhà thờ                                         | Địa chỉ                             |
| --------------------------------------------------- | ----------------------------------- |
| Nhà thờ Dòng Chúa Cứu Thế Sài Gòn (Nhà thờ Kỳ Đồng) | 38 Kỳ Đồng, Phường 9                |
| Nhà thờ Tân Định                                    | 289 Hai Bà Trưng, Phường Võ Thị Sáu |

### Đền chùa
| Tên đền chùa                    | Địa chỉ                               |
| ------------------------------- | ------------------------------------- |
| Chùa Chantarangsay (Chùa Khmer) | 164/235 Trần Quốc Thảo, Phường 14     |
| Chùa Pháp Hoa                   | 220A Lê Văn Sỹ, Phường 14             |
| Chùa Vĩnh Nghiêm                | 339 Nam Kỳ Khởi Nghĩa, P. Võ Thị Sáu  |
| Chùa Xá Lợi                     | 89 Bà Huyện Thanh Quan, P. Võ Thị Sáu |

### Khu vui chơi
| Tên                                 | Địa chỉ                              |
| ----------------------------------- | ------------------------------------ |
| Nhà Thiếu nhi Quận 3                | 185 Cách Mạng Tháng Tám, Phường 4    |
| Nhà Thiếu nhi Thành phố Hồ Chí Minh | 169 Nam Kỳ Khởi Nghĩa, P. Võ Thị Sáu |

## Giao thông
Quận 3 có những con đường lớn như: Nam Kỳ Khởi Nghĩa, Lý Chính Thắng, Nguyễn Đình Chiểu, Nguyễn Thị Minh Khai, Bà Huyện Thanh Quan, Lê Văn Sỹ, Hai Bà Trưng, Điện Biên Phủ,... Đặc biệt, trục đường Nam Kỳ Khởi Nghĩa - Nguyễn Văn Trỗi (Phú Nhuận) còn được gọi là "con đường ngoại giao" vì nối sân bay quốc tế Tân Sơn Nhất với dinh Độc Lập - một tòa nhà mang tính lịch sử của Thành phố Hồ Chí Minh.
Quận 3, Quận 1 và Quận 5 là ba quận còn mang những nét đặc trưng nhất của trung tâm đô thành Sài Gòn xưa.

### Đường phố
| Đường số 1 Cư xá Đô Thành Đường số 2 Cư xá Đô Thành Đường số 3 Cư xá Đô Thành Đường số 4 Cư xá Đô thành Đường số 5 Cư xá Đô Thành Đường số 6 Cư xá Đô Thành Đường số 7 Cư xá Đô Thành Bà Huyện Thanh Quan Bàn Cờ | Cách Mạng Tháng Tám Cao Thắng Điện Biên Phủ Đoàn Công Bửu Đỗ Thị Lời Hai Bà Trưng Hoàng Sa Hồ Xuân Hương Huỳnh Tịnh Của Kỳ Đồng Lê Ngô Cát Lê Quý Đôn Lê Văn Sỹ Lý Chính Thắng Lý Thái Tổ | Nam Kỳ Khởi Nghĩa Ngô Thời Nhiệm Nguyễn Đình Chiểu Nguyễn Hiền Nguyễn Phúc Nguyên Nguyễn Sơn Hà Nguyễn Thị Diệu Nguyễn Thị Minh Khai Nguyễn Thiện Thuật Nguyễn Thông Nguyễn Thượng Hiền Nguyễn Văn Mai Phạm Đình Toái Phạm Ngọc Thạch Pasteur Rạch Bùng Binh | Sư Thiện Chiếu Trần Cao Vân Trần Huy Liệu Trần Minh Quyền Trần Quang Diệu Trần Quốc Thảo Trần Quốc Toản Trần Văn Đang Trương Định Trương Quyền Trường Sa Tú Xương Võ Thị Sáu Võ Văn Tần Vườn Chuối |

### Tên đường của Quận 3 trước và sau năm 1975
- Đường Cư Xá Đô Thành nay là đường Nguyễn Hiền.
- Đường Lê Văn Duyệt nay là đường Cách Mạng Tháng Tám.
- Đường Phan Thanh Giản nay là đường Điện Biên Phủ.
- Đường Trương Minh Giảng nay là hai đường Trần Quốc Thảo và Lê Văn Sỹ (từ ngay sau 1975 - 1985 được gọi tên Nguyễn Văn Trỗi).
- Đường Yên Đổ nay là đường Lý Chính Thắng.
- Đường Công Lý nay là đường Nam Kỳ Khởi Nghĩa (được gọi tên Nam Kỳ Khởi Nghĩa từ ngay sau 1975).
- Đường Phan Đình Phùng nay là đường Nguyễn Đình Chiểu.
- Đường Đốc Phủ Thạnh nay là đường Nguyễn Sơn Hà.
- Đường Trương Minh Ký nay là đường Nguyễn Thị Diệu.
- Đường Hồng Thập Tự nay là đường Nguyễn Thị Minh Khai (từ ngay sau 1975 - 1991 cải thành Xô Viết Nghệ Tĩnh, đến 1991 cải thành Nguyễn Thị Minh Khai).
- Đường Duy Tân nay là đường Phạm Ngọc Thạch.
- Đường Lê Văn Thạnh nay là đường Sư Thiện Chiếu.
- Đường Nguyễn Đình Chiểu nay là đường Trần Quốc Toản.
- Đường Đoàn Thị Điểm nay là đường Trương Định.
- Đường Trần Tấn Phát nay là đường Trương Quyền.
- Đường Hiền Vương nay là đường Võ Thị Sáu.
- Đường Trần Quý Cáp nay là đường Võ Văn Tần.
- Đường Nhất Linh và Hoàng Đạo (Nguyễn Thông nối dài) nay là đường Trần Văn Đang.

### Hệ thống đường sắt đô thị
■ Tuyến số 2 (Đang xây dựng): (Quận 1) ← Ga Dân Chủ - Ga Hòa Hưng - Ga Lê Thị Riêng → (Quận Tân Bình)

## Tổng lãnh sự quán các nước tại Quận 3
| Quốc gia   | Địa chỉ                                   |
| ---------- | ----------------------------------------- |
| Nga        | 40 Bà Huyện Thanh Quan, phường Võ Thị Sáu |
| Nhật Bản   | 261 Điện Biên Phủ, phường Võ Thị Sáu      |
| Trung Quốc | 175 Hai Bà Trưng, phường Võ Thị Sáu       |
| Bồ Đào Nha | 151 Nam Kỳ Khởi Nghĩa, phường Võ Thị Sáu  |
| Ấn Độ      | 214 Võ Thị Sáu, phường Võ Thị Sáu         |
| Nam Phi    | 80 Võ Văn Tần, phường Võ Thị Sáu          |
| Palau      | 149 Võ Văn Tần, phường Võ Thị Sáu         |
| Thái Lan   | 77 Trần Quốc Thảo, phường Võ Thị Sáu      |
| Romania    | 56/4 Nguyễn Thông, phường 9               |
| Síp        | 149B Trương Định, phường 9                |